# Kovačevci (Derventa)
Kovačevci (szerbül: Ковачевци), település Bosznia-Hercegovinában, Derventa községben, a Szerb Köztársaság északi régiójában. 

## Fekvése
A település Bosznia-Hercegovina északi részén, Dobojtól légvonalban 24, közúton 31 km-re északnyugatra, községközpontjától légvonalban 7, közúton 9 km-re délkeletre fekvő dombos vidéken, 200-277 méteres magasságban fekszik.

## Népessége
| Nemzetiségi csoport | Népesség 1991 | Népesség 2013 |
| ------------------- | ------------- | ------------- |
| Szerb               | 2             | 3             |
| Bosnyák             | 0             | 1             |
| Horvát              | 247           | 38            |
| Jugoszláv           | 4             | 0             |
| Egyéb               | 6             | 1             |
| Összesen            | 259           | 43            |

## Története
A ferencesek a középkor óta tevékenykednek Plehan környékén, bár erről kevés információ áll rendelkezésre. Az oszmán hódítás után a tágabb környék összes templomát elpusztították, de bizonyos számú katolikus megmaradt. A 17. században már több plébániát is említettek, amelyek azonban a 15 éves háború (1683-1699) alatt eltűntek. A 18. században, főként a hercegovinai és dalmáciai katolikusok bevándorlásának köszönhetően újjáéledés volt tapasztalható. A velikai plébániát az 1830-as években említik, de székhelye valószínűleg Modranban volt, amelyet az 1820-as években Zelenikébe, az 1850-es évek elején pedig Plehanba helyeztek át. Miután megkapták a török hatóságok engedélyét a plehani templom építésének előkészületei 1850-ben kezdődtek meg. A felmerült nehézségek miatt azonban a templomot csak 1869/70-ben építették fel.
A horvát lakosságú település 1878-ig tartozott az Oszmán Birodalomhoz. Ekkor a berlini kongresszus határozata alapján az Osztrák-Magyar Monarchia része lett. 1879-ben az első osztrák-magyar népszámlálás során a Derventi járáshoz tartozó településnek 14 háztartása és 96 római katolikus lakosa volt. 1910-ben a Derventai járáshoz tartozó településen 31 háztartást, 155 római katolikus, 25 görög katolikus és 23 muszlim lakost találtak. A monarchia szétesésével 1918-ban előbb a Szerb-Horvát-Szlovén Királyság, majd 1929-től a Jugoszláv Királyság része lett. 1921-ben a Derventai járáshoz tartozó településnek 191 lakosa volt, közülük 162 római katolikus, 22 muszlim és 7 görög katolikus volt. Az 1929-es törvény értelmében, amikor Bosznia-Hercegovinát négy banovinára, Drinskára, Vrbaskára, Zetskára és Primorskára osztották, a település a Vrbaska banovina (Orbászi Bánság) része lett, amelynek székhelye Banja Luka volt. 1939-ben a közigazgatás átszervezésével a Hrvatska banovina (Horvát Bánság) része lett.
A második világháborúban Jugoszlávia megszállása után a Független Horvát Állam (NDH) része lett. A második világháború után 1992-ig a település a szocialista Jugoszlávia keretében a Bosznia-Hercegovinai Népköztársaság része volt. 1992-ben a szerb szélsőségesek lerombolták a falu templomát, lakosságát pedig elűzték. A boszniai háborút lezáró daytoni békeszerződés rendelkezése alapján az ország területét felosztották a Bosznia-hercegovinai Föderáció és a boszniai Szerb Köztársaság között. A békeszerződés utáni területmegosztási megállapodás értelmében a település Derventa község részeként a Boszniai Szerb Köztársasághoz került. 

## Nevezetességei
- Plehan. A Plehan egy körülbelül 315 méter magas domb Derventától mintegy 9 km-re délkeletre. Neve feltehetően a „plehati”, vagy „pleati” igéből származik, mely döngölni, követ törni jelentésű, mivel az ókortól kezdve köveket bányásztak és faragtak itt, amelyből malomköveket készítettek és messzire exportáltak. A népetimológia általában így értelmezi a „Plehan” nevet. Mivel azonban etimológiailag és nyelvileg nehéz igazolni a „pleati” igét, mert egyszerűen nem létezik. Valószínűbb, hogy a Plehan-domb a régi szláv plehiv/plešiv melléknévből kapta a nevét, amelyre később a török čelav melléknevet használták, és a Plehan – a Plješivica- hegyhez hasonlóan – egyszerűen egy csupasz dombot jelenthetett. Manapság a Plehan név gyakorlatilag csak arra a domb tetejére utal, amelyen a plehani ferences kolostor és Szent Márk evangélista temploma állt. A kolostor hivatalosan Kovačevci faluban található. Mivel azonban az egész plébániát Plehannak hívják, minden plébános plehani lakosnak érzi és vallja magát. És mivel a plehani plébánia a legrégebbi az egész Dobojtól a Száváig terjedő területen, és mivel gyakorlatilag az összes többi plébánia ebből született (ma tizenöt van belőlük), teljesen jogos, hogy sokan ezt az egész területet Plehan régiónak nevezik .

- Plehan Szent Márk evangélista tiszteletére szentelt római katolikus plébániatemploma. A plehani templom építésének előkészületei 1850-ben kezdődtek és 1869/70-ben épült fel. Helyére 1898-1900 között egy új és sokkal reprezentatívabb templomot építettek. A boszniai háború alatt, 1992-ben a szerb szélsőségesek lerombolták a kolostort, a rendházat és a plébániatemplomot, valamint felégették a božinicai, brezicei és modrani filiák templomait is, és kiűzték az összes horvát katolikust. 2001. június 23-án Vrhbosna érseke, Vinko Puljić bíboros megáldotta Szent Márk evangélista új plébánia- és kolostortemplomának építési területét, és letették a templom alapkövét, amelyet előzőleg II. János Pál pápa áldott meg 1997. április 13-án Szarajevóban. Az alapkő megszentelését követő napon, Keresztelő Szent János születésének ünnepén, az új plébániatemplom építési területén, amelyet az 1992-es háborúban elpusztult korábbi templom helyén építettek, egy tizenegy éves fiú, Juro Krištić találta meg a régi alapkövet. A 173 cm hosszú, 40 cm széles és 54 cm magas kőre nagy betűkkel a következő felirat van vésve: „Isten dicsőségére Szent Márk evangélista tiszteletére, 1898. augusztus 2-án.” Andrija Zirđum egyháztörténész szerint alapkő céljára a közeli plehani temető középkori nekropoliszának egyik sírkövét használták. A plébánia a Bosna Srebrena ferencesek irányítása alatt áll, és a következő települések tartoznak hozzá: Božinci, Brezici, Bukovac, Bunar, Dažnica (rész), Komarica (rész), Kovačevci (plébánia székhelye), Lupljanica, Modran (rész), Poljari, Ritešić (Lug), Vérci, Vinči, Štani, Zasika és Zelenika.[5]

- Plehani ferences kolostort hivatalosan 1875-ben alapították. A kolostor épületét 1882-ben bővítették. Helyhiány miatt 1932-ben Karel Pařik tervei szerint új kolostort építettek, amelybe a régi egy részét is beépítették. A kolostor értékes levéltári anyagokat és egy könyvtárat őriz, amelyben számos régi könyv található. A kolostor galériájában több száz modern műalkotás található, amelyek Horvátország és Bosznia-Hercegovina legfontosabb kortárs művészeit képviselik. Az Irgalmas Nővérek 1955 és 1965 között dolgoztak a Derventa kórház tüdőbeteg osztályán, mely a plehani államosított ferences kolostor egy részében nyílt meg, egészséges hegyi éghajlaton, erdős területen. Amikor a kolostort 1965. július 1-jén visszaadták a ferenceseknek, a kórházi osztály Derventába költözött, és vele együtt az Irgalmas Nővérek elmentek. Megjegyzendő, hogy 1951 és 1955 között az államosított kolostorban idősek otthona működött. A Bosznia-Horvát Rendtartomány ferences iskolanővérei 1992-ig működtek Plehanban, amikor a háború miatt elhagyták a területet. Az 1991 és 1995 közötti háború alatt, 1992-ben a szerb szélsőségesek lerombolták a kolostort, a rendházat és a plébániatemplomot és kiűzték az összes horvát katolikust. Ezt megelőzően a kolostor kulturális és művészeti értékeit Slavonski Brodra menekítették. 1992-ben a Plehani kolostor az elsők között volt, amelyet találat ért. Április 25. és május 8. között közel 3000 lövedék hullott a templomra, majd annak elfoglalása után a szerb hadsereg két tonna robbanóanyaggal zúzta porrá az ekkor már súlyosan megrongálódott templomot és kolostort. A háború után a ferencesek, valamint néhány katolikus visszatértek Plehanba.[5]

## Fordítás
- Ez a szócikk részben vagy egészben  a   Plehan című horvát Wikipédia-szócikk ezen változatának fordításán alapul.  Az eredeti cikk szerkesztőit annak laptörténete sorolja fel. Ez a jelzés csupán a megfogalmazás eredetét és a szerzői jogokat jelzi, nem szolgál a cikkben szereplő információk forrásmegjelöléseként.